# Пресс, Аркадий Германович
Аркадий Германович Пресс (в Финляндии известен как Аркадиус Пресас фин. Arkadius Presas; 28 октября 1870, Ковно — 22 марта 1952, Хаухо, Финляндия) — российский и финляндский писатель, автор ряда статей в Еврейской энциклопедии Брокгауза и Ефрона.

## Биография
Окончил юридический факультет Императорского Санкт-Петербургского университета. До 1913 года в чине надворного советника служил секретарём в судебном департаменте Правительствующего Сената. После чего был принят в число присяжных поверенных Санкт-Петербургской судебной палаты. С 1893 года начал заниматься литературным творчеством. Был литератором в журналах «Живописное обозрение», «Нива», «Задушевное слово», «Природа и люди», «Русский паломник». С 1897 по 1914 годы были опубликованы его сказки и рассказы, а также ряд книг по философии и литературной критике.
Через несколько дней после Октябрьской революции был назначен правительственным комиссаром Публичной библиотеки. Сохранились сведения о том, что он воровал книги из библиотеки, после чего был уволен Луначарским.
В 1919 году переехал в Оршу, где читал лекции по истории и литературе и работал библиотекарем.
В 1923 году переехал с семьёй к своей матери в Литву, где работал в литовских газетах и журналах. Плодотворно сотрудничал с выходившей в Каунасе газетой «Эхо» (редактор Аркадий Бухов). Преподавал в Каунасе историю и эстетику музыки.
В 1925 году переехал в семьёй в Финляндию, где поселился в Келломяках. В течение ряда лет преподавал в Народном университете в Терийоках, а также читал лекции в лесотехническом училище в Келломяках.
В 1939 году, во время советско-финской войны, был эвакуирован в Лоймаа, откуда переехал с семьёй в местечко Хаухо.
Похоронен на православном кладбище в Хельсинки в районе Лапинлахти.